# 최재림
최재림(崔載林, 1985년 4월 29일 ~ )은 대한민국의 뮤지컬 배우이다. 2009년 뮤지컬 "렌트"로 데뷔하였다.

## 뮤지컬
- 2009년 뮤지컬 《렌트》 ... 콜린 역
- 2009년 ~ 2010년 뮤지컬 《헤어 스프레이》 ... 씨위드 역
- 2010년 뮤지컬 《헤어 스프레이》(대구공연) ... 씨위드 역
- 2010년 뮤지컬 《남한산성》 (성남공연) ... 정명수 역
- 2011년 뮤지컬 《스프링 어웨이크닝》 ... 게오르그 역
- 2011년 ~ 2012년 뮤지컬 《넥스트 투 노멀》 ... 게이브 역
- 2012년 뮤지컬 《넥스트 투 노멀》 (안산공연) ... 게이브 역
- 2012년 뮤지컬 《넥스트 투 노멀》 (창원공연) ... 게이브 역
- 2012년 뮤지컬 《넥스트 투 노멀》 (대구공연) ... 게이브 역
- 2012년 뮤지컬 《넥스트 투 노멀》 (대전공연) ... 게이브 역
- 2012년 뮤지컬 《넥스트 투 노멀》 (부산공연) ... 게이브 역
- 2012년 뮤지컬 《비지터》 ... 손님 사냥꾼 술집주인 역
- 2012년 ~ 2013년 뮤지컬 《어쌔신》 ... 리 하비 오스왈드 / 발라디어 역
- 2014년 뮤지컬 《리타》 ... 가스파로 역
- 2015년 뮤지컬 《가야십이지곡》 ... 우륵 역
- 2015년 뮤지컬 《지저스 크라이스트 슈퍼스타》 ... 유다 역
- 2015년 뮤지컬 《지저스 크라이스트 슈퍼스타》 (이천공연) ... 유다 역
- 2015년 뮤지컬 《씨왓아이워너씨》 ... 강도 기자 역
- 2015년 뮤지컬 《리타》 ... 가스파로 역
- 2015년 ~ 2016년 뮤지컬 《넥스트 투 노멀》 ... 게이브 역
- 2016년 뮤지컬 《에어포트 베이비》 ... 조쉬 코헨 역
- 2016년 뮤지컬 《에드거 앨런 포》 ... 에드거 앨런 포 역
- 2016년 뮤지컬 《트레이스 유》 ... 이우빈 역
- 2016년 뮤지컬 《씨왓아이워너씨》 ... 강도 기자 역
- 2016년 뮤지컬 《리타》 ... 가스파로 역
- 2017년 뮤지컬 《히즈 피아노 온 브로드웨이》
- 2017년 뮤지컬 《타지마할의 근위병》 ... 휴마윤 역
- 2017년 ~ 2018년 뮤지컬 《에어포트 베이비》 ... 조쉬 코헨 역
- 2017년 뮤지컬 《순수의 시대》 ... 뉴랜드 아처 역
- 2018년 뮤지컬 《킹키부츠》 ... 롤라 역
- 2018년 뮤지컬 《노트르담 드 파리》 ... 그랭구와르 역
- 2018년 뮤지컬 《노트르담 드 파리》 (안동공연) ... 그랭구와르 역
- 2018년 뮤지컬 《노트르담 드 파리》 (대구공연) ... 그랭구와르 역
- 2018년 뮤지컬 《노트르담 드 파리》 (성남공연) ... 그랭구와르 역
- 2018년 뮤지컬 《노트르담 드 파리》 (고양공연) ... 그랭구와르 역
- 2018년 뮤지컬 《노트르담 드 파리》 (광주공연) ... 그랭구와르 역
- 2018년 뮤지컬 《노트르담 드 파리》 (인천공연) ... 그랭구와르 역
- 2018년 뮤지컬 《노트르담 드 파리》 (수원공연) ... 그랭구와르 역
- 2018년 뮤지컬 《노트르담 드 파리》 (창원공연) ... 그랭구와르 역
- 2018년 뮤지컬 《노트르담 드 파리》 (천안공연) ... 그랭구와르 역
- 2018년 뮤지컬 《에어포트 베이비》 (목포공연) ... 조쉬 코헨 역
- 2018년 뮤지컬 《일 테노레 - 낭독회》
- 2018년 뮤지컬 《에어포트 베이비》 (이천공연) ... 조쉬 코헨 역
- 2018년 ~ 2019년 뮤지컬 《마틸다》 ... 미스 트런치불 역
- 2019년 뮤지컬 《시티 오브 엔젤》 ... 스타인 역
- 2019년 뮤지컬 《아이다》 ... 라다메스 역
- 2020년 뮤지컬 《렌트》 ... 콜린 역
- 2020년 뮤지컬 《킹키부츠》 ... 롤라 역
- 2020년 뮤지컬 《에어포트 베이비》 ... 조쉬 코헨 역
- 2020년 ~ 2021년 뮤지컬 《젠틀맨스 가이드》 ... 다이스퀴스 역
- 2021년 뮤지컬 《시카고》 ... 빌리 플린 역
- 2021년 뮤지컬 《시카고》 (청주공연) ... 빌리 플린 역
- 2021년 뮤지컬 《시카고》 (춘천공연) ... 빌리 플린 역
- 2021년 뮤지컬 《시카고》 (목포공연) ... 빌리 플린 역
- 2021년 뮤지컬 《하데스타운》 ... 헤르메스 역
- 2021년 뮤지컬 《시카고》 (구미공연) ... 빌리 플린 역
- 2021년 뮤지컬 《시카고》 (울산공연) ... 빌리 플린 역
- 2021년 뮤지컬 《시카고》 (인천공연) ... 빌리 플린 역
- 2021년 뮤지컬 《시카고》 (창원공연) ... 빌리 플린 역
- 2021년 뮤지컬 《시카고》 (전주공연) ... 빌리 플린 역
- 2021년 뮤지컬 《시카고》 (수원공연) ... 빌리 플린 역
- 2021년 뮤지컬 《시카고》 (군포공연) ... 빌리 플린 역
- 2021년 뮤지컬 《시카고》 (천안공연) ... 빌리 플린 역
- 2021년 뮤지컬 《시카고》 (안동공연) ... 빌리 플린 역
- 2021년 뮤지컬 《시카고》 (부산공연) ... 빌리 플린 역
- 2021년 뮤지컬 《시카고》 (성남공연) ... 빌리 플린 역
- 2021년 뮤지컬 《시카고》 (여수공연) ... 빌리 플린 역
- 2021년 뮤지컬 《시카고》 (대구공연) ... 빌리 플린 역
- 2021년 ~ 2022년 뮤지컬 《썸씽로튼》 ... 셰익스피어 역
- 2022년 뮤지컬 《시카고》 (김해공연) ... 빌리 플린 역
- 2022년 뮤지컬 《시카고》 (진주공연) ... 빌리 플린 역
- 2022년 뮤지컬 《시카고》 (인천공연) ... 빌리 플린 역
- 2022년 뮤지컬 《시카고》 (용인공연) ... 빌리 플린 역
- 2022년 뮤지컬 《시카고》 (대전공연) ... 빌리 플린 역
- 2022년 뮤지컬 《하데스타운》 (대구공연) ... 헤르메스 역
- 2022년 뮤지컬 《아이다》 ... 라다메스 역
- 2022년 뮤지컬 《하데스타운》 (부산공연) ... 헤르메스 역
- 2022년 뮤지컬 《킹키부츠》 ... 롤라 역
- 2022년 뮤지컬 《킹키부츠》 (대구공연) ... 롤라 역
- 2022년 뮤지컬 《킹키부츠》 (성남공연) ... 롤라 역
- 2022년 뮤지컬 《킹키부츠》 (이천공연) ... 롤라 역
- 2022년 뮤지컬 《킹키부츠》 (여수공연) ... 롤라 역
- 2022년 뮤지컬 《킹키부츠》 (용인공연) ... 롤라 역
- 2022년 뮤지컬 《킹키부츠》 (고양공연) ... 롤라 역
- 2022년 ~ 2023년 뮤지컬 《마틸다》 ... 미스 트런치불 역
- 2022년 ~ 2023년 뮤지컬 《킹키부츠》 ... 부산 역
- 2023년 뮤지컬 《오페라의 유령》 ... 오페라의 유령 역
- 2023년 뮤지컬 《레미제라블》 (부산공연) ... 쟝발쟝 역
- 2023년 ~ 2024년 뮤지컬 《레미제라블》 ... 쟝발쟝 역
- 2023년 ~ 2024년 뮤지컬 《오페라의 유령》 (대구공연) ... 오페라의 유령 역
- 2024년 뮤지컬 《라스트 파이브 이어스》 ... 제이미 역
- 2024년 뮤지컬 《레미제라블》 (대구공연) ... 쟝발쟝 역
- 2024년 뮤지컬 《시카고》 ... 빌리 플린 역
- 2024년 뮤지컬 《하데스타운》 ... 헤르메스 역
- 2024년 뮤지컬 《시카고》 (전주공연) ... 빌리 플린 역
- 2024년 뮤지컬 《시카고》 (광주공연) ... 빌리 플린 역
- 2024년 뮤지컬 《시카고》 (고양공연) ... 빌리 플린 역
- 2024년 뮤지컬 《하데스타운》 (부산공연) ... 헤르메스 역
- 2024년 뮤지컬 《시카고》 (창원공연) ... 빌리 플린 역
- 2024년 뮤지컬 《시카고》 (천안공연) ... 빌리 플린 역
- 2024년 뮤지컬 《시카고》 (수원공연) ... 빌리 플린 역
- 2024년 뮤지컬 《시카고》 (청주공연) ... 빌리 플린 역
- 2024년 뮤지컬 《킹키부츠》 (부산공연) ... 롤라 역
- 2024년 ~ 2025년 뮤지컬 《시라노》 ... 시라노 역
- 2025년 뮤지컬 《지킬 앤 하이드》 ... 지킬/하이드 역
- 2025년 뮤지컬 《매디슨 카운티의 다리》 ... 로버트 킨케이드 역

## 공연
- 2014년 공연 《충무아트홀 제야음악회》
- 2017년 공연 《2017 더 뮤지컬 페스티벌》
- 2019년 공연 《아이다 - 쇼케이스》
- 2020년 공연 《렌트 - 쇼케이스》

## 콘서트
- 2015년 콘서트 《지식향연 - 뿌리가 튼튼한 청년 영웅》
- 2015년 콘서트 《더 뮤지컬 콘서트》
- 2016년 콘서트 《조수미 콘서트》 (통영공연)
- 2016년 콘서트 《에드거 앨런 포 콘서트》
- 2017년 콘서트 《Thanks 콘서트》
- 2018년 콘서트 《폴 포츠 & 리틀엔젤스》 (특별출연)
- 2019년 콘서트 《최재림 콘서트》
- 2021년 콘서트 《최재림 콘서트》

## 드라마
- 2022년 JTBC 《그린마더스 클럽》 - 정재웅 역
- 2023년 ENA, 지니 TV 《마당이 있는 집》 - 김윤범 역 (1회 ~ 3회, 5회 특별출연)
- 2024년 JTBC 《정숙한 세일즈》 - 권성수 역

## 방송
- 2010년 KBS 《남자의 자격》 - 합창단 (박칼린의 제자)
- 2020년 MBC 《미스터리 음악쇼 복면가왕》 - 128대 가왕 천하무적 절대 방패
- 2020년 ~ 2021년 MBN 《로또싱어》 - 최종 우승

## CF
- 2024년 CF 《SUBWAY(써브웨이)》